# Glansblomflugor
Glansblomflugor (Orthonevra) är ett släkte av tvåvingar som beskrevs av Pierre Justin Marie Macquart 1829. 
Glansblomflugor ingår i familjen blomflugor.

## Bildgalleri

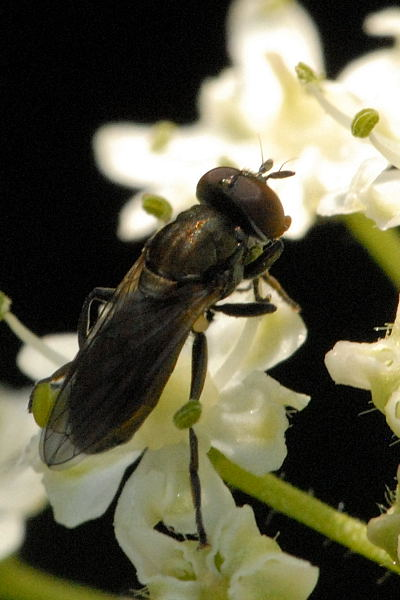

## Dottertaxa till glansblomflugor, i alfabetisk ordning[1][2]
- Orthonevra aenethorax
- Orthonevra ahngeri
- Orthonevra anniae
- Orthonevra argentina
- Orthonevra auritarsis
- Orthonevra bellula
- Orthonevra bouazzai
- Orthonevra brevicornis
- Orthonevra ceratura
- Orthonevra chilensis
- Orthonevra daccordii
- Orthonevra elegans
- Orthonevra erythrogona
- Orthonevra flukei
- Orthonevra frontalis
- Orthonevra fumipennis
- Orthonevra gemmula
- Orthonevra geniculata
- Orthonevra gewgaw
- Orthonevra himalayensis
- Orthonevra hissarica
- Orthonevra incisa
- Orthonevra indica
- Orthonevra insignis
- Orthonevra intermedia
- Orthonevra inundata
- Orthonevra karnaliensis
- Orthonevra karumaiensis
- Orthonevra kozlovi
- Orthonevra longicornis
- Orthonevra lugubris
- Orthonevra minuta
- Orthonevra montana
- Orthonevra morini
- Orthonevra neotropica
- Orthonevra nigrovittata
- Orthonevra nitida
- Orthonevra nitidula
- Orthonevra nobilis
- Orthonevra parva
- Orthonevra pictipennis
- Orthonevra pilifacies
- Orthonevra plumbago
- Orthonevra pulchella
- Orthonevra quadristriata
- Orthonevra recurrens
- Orthonevra regale
- Orthonevra roborovskii
- Orthonevra robusta
- Orthonevra sachalinensis
- Orthonevra shannoni
- Orthonevra shusteri
- Orthonevra sinuosa
- Orthonevra sonorensis
- Orthonevra splendens
- Orthonevra stackelbergi
- Orthonevra stigmata
- Orthonevra subincisa
- Orthonevra tristis
- Orthonevra tuvensis
- Orthonevra unicolor
- Orthonevra vagabunda
- Orthonevra varga
- Orthonevra weemsi